# Вельовесь (гміна)
Гміна Вельовесь (пол. Gmina Wielowieś) — сільська гміна у південній Польщі. Належить до Гливицького повіту Сілезького воєводства.
Станом на 31 грудня 2011 у гміні проживало 5924 особи.

## Територія
Згідно з даними за 2007 рік площа гміни становила 116,59 км², у тому числі:
- орні землі: 65,00%
- ліси: 27,00%

Таким чином, площа гміни становить 17Ю58% площі повіту.

## Населення
Станом на 31 грудня 2011:
| Опис     | Загалом | Загалом | Чоловіки | Чоловіки | Жінки | Жінки |
| -------- | ------- | ------- | -------- | -------- | ----- | ----- |
| одиниця  | осіб    | %       | осіб     | %        | осіб  | %     |
| все      | 5924    | 100     | 2858     | 48,24    | 3066  | 51,76 |
| міське   | 0       | 100     | 0        |          | 0     |       |
| сільське | 5924    | 100     | 2858     | 48,24    | 3066  | 51,76 |

## Сусідні гміни
Гміна Вельовесь межує з такими гмінами: Ємельниця, Завадзьке, Зброславиці, Крупський Млин, Стшельці-Опольські, Творуг, Тошек.